# 빌리 휴스 (정치인)
윌리엄 모리스 휴스(영어: William Morris Hughes, 1862년 9월 25일~1952년 10월 28일)는 1915년부터 1923년까지 오스트레일리아의 제7대 총리를 지낸 정치인이다. 그는 제1차 세계 대전 동안 나라를 이끈 것으로 가장 잘 알려져 있지만, 국가 정치에 대한 그의 영향력은 수십 년에 걸쳐 있었다. 휴스는 1901년 연방에서 사망할 때까지 연방의회 의원이었으며, 50년 이상 재직한 유일한 사람이었다. 그는 자신의 경력 동안 6개의 정당을 대표하여 5개의 정당을 이끌었고, 4개의 정당을 앞섰으며, 3개의 정당에서 쫓겨났다.
휴스는 런던에서 웨일스인 부모 사이에서 태어났다. 그는 22세의 나이에 오스트레일리아로 이민을 갔고, 신생 오스트레일리아 노동 운동에 참여하게 되었다. 그는 1894년 뉴사우스웨일스 노동당의 일원으로 뉴사우스웨일스 주 의회에 선출되었고, 1901년 새 연방 의회로 옮겨졌다. 휴즈는 자신의 초기 정치 경력을 시간제 법률 공부와 결합시켰고, 1903년 변호사로 소환되었다. 그는 1904년 왓슨 정부에서 처음으로 내각에 들어갔고, 후에 앤드루 피셔의 각 정부에서 오스트레일리아의 법무장관을 지냈다. 1914년 오스트레일리아 노동당의 부대표로 선출되었다.
휴스는 1915년 10월 피셔가 건강 악화로 은퇴했을 때 총리가 되었다. 전쟁은 당시의 주요 이슈였고, 해외로 징집된 군대를 보내는 그의 지원은 노동당 계급 내의 분열을 야기했다. 1916년 11월 휴스와 그의 지지자들은 당에서 쫓겨났지만, 그는 몇 달 후 자유당과 합병하여 오스트레일리아 국민당을 결성한 새로운 국민노동당의 지도자로서 권력을 유지할 수 있었다. 그의 정부는 1917년과 1919년 선거에서 다수로 재선되었다. 휴스는 전쟁 기간 동안 오스트레일리아 연방 경찰과 CSIRO의 선구자들을 세웠고, 전후 경제를 지원하기 위해 많은 새로운 국영 기업들을 만들었다. 그는 1919년 파리 강화회담에서 다른 세계 지도자들에게 중요한 인상을 남겼는데, 그곳에서 그는 전 독일령 뉴기니에 대한 오스트레일리아의 지배권을 확보했다.
1922년 오스트레일리아 연방 선거에서 국민당은 의회에서 다수당을 잃었고, 국가당과 연정을 구성할 수 밖에 없었다. 휴스의 사임은 국가당의 지지에 대한 대가였고, 그는 스탠리 브루스에 의하여 총리로서 계승되었다. 그는 시간이 지남에 따라 브루스의 대표적인 비평가들 중의 하나가 되었고, 1928년에 그와 그의 지지자들은 신뢰 운동에 따라 원내를 가로질러 정부를 무너뜨렸다. 1931년 오스트레일리아 연합당(UAP)으로 통합되었다. 그는 1934년에 내각에 복귀했고, 일본 제국주의에 대한 선견지명이 있는 경고로 유명해졌다. 1939년 후반에 그는 겨우 소수의 투표에 의하여 총리로서 2번째 임무를 놓쳐 1939년 연합 오스트레일리아 당수 선거에서 로버트 멘지스에게 패하였다.
휴스는 일반적으로 20세기의 가장 영향력 있는 오스트레일리아 정치인 중 한 명으로 인정받고 있다. 그는 평생 동안 논쟁의 대상이 된 인물이었고, 그의 유산은 역사학자들에 의해 계속해서 논의되고 있다. 그의 강력한 견해와 거친 태도는 그가 종종 그의 정당 내에서 정치적 적을 만들었다는 것을 의미했다. 휴스의 반대자들은 그가 권위주의와 포퓰리즘에 관여하고 종파주의를 선동하는 것으로 비난했고, 1914년 전쟁 예방법의 그의 사용은 특히 논쟁적이었다. 노동당에서 그의 전 동료들은 그를 배신자로 여겼고, 보수주의자들은 그들이 그의 사회주의 경제 정책으로 보는 것에 의심했다. 그는 일반 대중들 사이에서 매우 인기가 있었는데, 특히 그에게 애정 어린 별명을 붙여준 전직 군인들은 그를 "작은 땅파는 사람"이라고 불렀다.

## 역대 선거 결과
| 선거명      | 직책명                          | 대수 | 정당                  | 1차 득표율 | 1차 득표수 | 2차 득표율 | 2차 득표수 | 결과 | 당락                        |
| ----------- | ------------------------------- | ---- | --------------------- | ---------- | ---------- | ---------- | ---------- | ---- | --------------------------- |
| 1901년 선거 | 하원의원 (웨스트 시드니 선거구) | 1대  | 오스트레일리아 노동당 | 73.7%      | 6,652표    |            |            | 1위  | 웨스트 시드니 하원의원 당선 |
| 1903년 선거 | 하원의원 (웨스트 시드니 선거구) | 2대  | 오스트레일리아 노동당 | 69.9%      | 7,272표    |            |            | 1위  | 웨스트 시드니 하원의원 당선 |
| 1906년 선거 | 하원의원 (웨스트 시드니 선거구) | 3대  | 오스트레일리아 노동당 | 55.5%      | 7,561표    |            |            | 1위  | 웨스트 시드니 하원의원 당선 |
| 1910년 선거 | 하원의원 (웨스트 시드니 선거구) | 4대  | 오스트레일리아 노동당 | 69.8%      | 13,000표   |            |            | 1위  | 웨스트 시드니 하원의원 당선 |
| 1913년 선거 | 하원의원 (웨스트 시드니 선거구) | 5대  | 오스트레일리아 노동당 | 71.3%      | 17,658표   |            |            | 1위  | 웨스트 시드니 하원의원 당선 |
| 1914년 선거 | 하원의원 (웨스트 시드니 선거구) | 6대  | 오스트레일리아 노동당 | 75.3%      | 15,774표   |            |            | 1위  | 웨스트 시드니 하원의원 당선 |
| 1917년 선거 | 하원의원 (벤디고 선거구)        | 7대  | 국민당                | 57.4%      | 16,272표   |            |            | 1위  | 벤디고 하원의원 당선        |
| 1919년 선거 | 하원의원 (벤디고 선거구)        | 8대  | 국민당                | 55.0%      | 14,291표   |            |            | 1위  | 벤디고 하원의원 당선        |
| 1922년 선거 | 하원의원 (노스 시드니 선거구)   | 9대  | 국민당                | 58.2%      | 16,475표   |            |            | 1위  | 노스 시드니 하원의원 당선   |
| 1925년 선거 | 하원의원 (노스 시드니 선거구)   | 10대 | 국민당                | 71.5%      | 33,855표   |            |            | 1위  | 노스 시드니 하원의원 당선   |
| 1928년 선거 | 하원의원 (노스 시드니 선거구)   | 11대 | 국민당                | 66.2%      | 32,734표   |            |            | 1위  | 노스 시드니 하원의원 당선   |
| 1929년 선거 | 하원의원 (노스 시드니 선거구)   | 12대 | 무소속                | 61.2%      | 33,263표   |            |            | 1위  | 노스 시드니 하원의원 당선   |
| 1931년 선거 | 하원의원 (노스 시드니 선거구)   | 13대 | 통합 오스트레일리아당 | 40.8%      | 22,317표   | 57.5%      | -표        | 1위  | 노스 시드니 하원의원 당선   |
| 1934년 선거 | 하원의원 (노스 시드니 선거구)   | 14대 | 통합 오스트레일리아당 | 65.1%      | 35,532표   |            |            | 1위  | 노스 시드니 하원의원 당선   |
| 1937년 선거 | 하원의원 (노스 시드니 선거구)   | 15대 | 통합 오스트레일리아당 | 65.9%      | 38,386표   |            |            | 1위  | 노스 시드니 하원의원 당선   |
| 1940년 선거 | 하원의원 (노스 시드니 선거구)   | 16대 | 통합 오스트레일리아당 | 61.3%      | 38,381표   |            |            | 1위  | 노스 시드니 하원의원 당선   |
| 1943년 선거 | 하원의원 (노스 시드니 선거구)   | 16대 | 통합 오스트레일리아당 | 44.1%      | 29,962표   | 53.1%      | 36,066표   | 1위  | 노스 시드니 하원의원 당선   |
| 1946년 선거 | 하원의원 (노스 시드니 선거구)   | 17대 | 오스트레일리아 자유당 | 55.9%      | 40,845표   |            |            | 1위  | 노스 시드니 하원의원 당선   |
| 1949년 선거 | 하원의원 (브래드필드 선거구)    | 18대 | 오스트레일리아 자유당 | 71.4%      | 28,428표   |            |            | 1위  | 브래드필드 하원의원 당선    |
| 1951년 선거 | 하원의원 (브래드필드 선거구)    | 19대 | 오스트레일리아 자유당 | 78.7%      | 32,469표   |            |            | 1위  | 브래드필드 하원의원 당선    |

## 같이 보기
- 인종적 차별 철폐 제안

## 참고 자료
- Billy Hughes at the National Film and Sound Archive
- Newspaper clippings about 빌리 휴스 in the 20th Century Press Archives of the ZBW